# Buftea
Buftea je město v Rumunsku, hlavní město župy Ilfov (společně s Bukureští). Žije v něm 19 617 obyvatel, od hlavního města se nachází 20 km severozápadním směrem.
Kromě některých institucí pro správu župy Ilfov se zde nacházejí filmová studia a Buftejský palác, patřící rodině Știrbei. Městem také prochází hlavní železniční tah z metropole Rumunska do Ploiești.